# Olsiewicze (obwód miński)
Olsiewicze (biał. Альсевічы; ros. Ольсевичи) – wieś na Białorusi, w obwodzie mińskim, w rejonie miadzielskim, w sielsowiecie Swatki.

## Historia
W czasach zaborów wieś w granicach Imperium Rosyjskiego.
W dwudziestoleciu międzywojennym wieś leżała w Polsce, w województwie wileńskim, w powiecie duniłowickim (od 1926 postawskim), w gminie Miadzioł.
Według Powszechnego Spisu Ludności z 1921 roku zamieszkiwało tu 255 osób, 22 było wyznania rzymskokatolickiego, a 233 prawosławnego. Jednocześnie wszyscy mieszkańcy zadeklarowali białoruską przynależność narodową. Było tu 45 budynków mieszkalnych. W spisie z 1931 wyszczególniono wieś i zaścianek. Wieś w 49 domach zamieszkiwały 242 osoby; zaścianek  w 9 domach 39 osób.
Wierni należeli do parafii rzymskokatolickiej w m. Miadzioł i prawosławnej w m. Uzła Wielka. Miejscowość podlegała pod Sąd Grodzki w Miadziole i Okręgowy w Wilnie; właściwy urząd pocztowy mieścił się w Miadziole.
W 1938 roku miejscowość należała do gromady Olsiewicze gminy Miadzioł.
Po agresji ZSRR na Polskę w 1939 roku wieś znalazła się w granicach BSRR. W latach 1941–1944 była pod okupacją niemiecką. Następnie leżała w BSRR. Od 1991 roku w Republice Białorusi.